# Йеменска паризома
Йеменска паризома (Sylvia buryi) е вид птица от семейство Коприварчеви (Sylviidae). Видът е световно застрашен, със статут Уязвим.

## Разпространение
Видът е разпространен в Йемен и Саудитска Арабия.